# Laforsens dämmingsområde
Laforsens dämmingsområde är en sjö i Ljusdals kommun i Hälsingland och ingår i Ljusnans huvudavrinningsområde. Sjön har en area på 2,14 kvadratkilometer och ligger 212,6 meter över havet.

## Delavrinningsområde
Laforsens dämmingsområde ingår i det delavrinningsområde (687117-148065) som SMHI kallar för Utloppet av Laforens Dämmingsområde. Medelhöjden är 247 meter över havet och ytan är 10,62 kvadratkilometer. Räknas de 1045 avrinningsområdena uppströms in blir den ackumulerade arean 11 380,4 kvadratkilometer. Avrinningsområdets utflöde Ljusnan mynnar i havet. Avrinningsområdet består mestadels av skog (71 procent). Avrinningsområdet har 2,13 kvadratkilometer vattenytor vilket ger det en sjöprocent på 20,1 procent.